# Funkytown (chanson de Lipps Inc.)
Pour les articles homonymes, voir Funkytown.
Pour la chanson de Namie Amuro, voir Funky Town (chanson de Namie Amuro).
Singles de Lipps Inc.
Rock it
(1979) How long?
(1981)
Funkytown est une chanson disco-funk du groupe Lipps Inc., écrite par Steven Greenberg et sortie en 1980. Single extrait de leur premier album (Mouth to Mouth), il s'agit du principal succès du groupe, parvenu en tête des hit-parades internationaux et certifié disque de platine (plus de deux millions de singles vendus).
Les paroles, chantées par Cynthia Johnson, évoquent une ville imaginaire nommée Funkytown, où elle aimerait se rendre, qui lui confèrerait une sorte d'énergie pour bouger et danser continuellement.
Cette chanson est généralement considérée comme l'un des grands classiques de la musique disco. Elle a fait l'objet de nombreuses reprises (dont une par le groupe australien Pseudo Echo qui fut à nouveau un succès), et est utilisée dans plusieurs films, jeux vidéo ou clips publicitaires.

## Reprises
- En 1980 le groupe espagnol Parchís en a fait une reprise en espagnol (le nom « Funkytown » étant conservé).
- En 1986, le groupe australien Pseudo Echo en a fait une reprise dans un style rock, avec un solo de guitare. Cette reprise fut un succès, en tête des classements australiens pendant sept semaines, et fut d'ailleurs le principal succès du groupe.
- En 2007, la chanson fut reprise par Alvin et les Chipmunks, dans le film homonyme. Cette version connut un certain succès, et fut réutilisée par Ubisoft dans le jeu Rayman contre les lapins encore plus crétins.
- En 2007, la chanteuse française Lorie réutilisa toute la partie instrumentale de Funkytown, pour former avec la partie vocale de sa chanson Je vais vite une variante nommée Je vais funky.
- En 2009, le groupe suédois Alcazar fit également une reprise de Funkytown, incluse dans son album Disco Defenders.

## Utilisations et allusions
La chanson est utilisée dans la bande son de plusieurs films, jeux vidéo, clips publicitaires, etc., entre autres :
- 1981 : le film La Folle Histoire du monde (en tant qu'anachronisme humoristique dans une scène de la Rome antique) ;
- 1981 : le jeu vidéo Fantasy (comme thème de l'un des niveaux du jeu) ;
- 2000 : l'épisode Rollerskates de la série Malcolm,  lorsque Hal danse en roller devant son fils ;
- 2004 : Shrek 2 (lors de l'arrivée dans la ville de Fort Fort Lointain) ;
- 2004 : le clip publicitaire d'animation central de la campagne publicitaire « Experts en énergie » du groupe industriel Areva[5] ;
- 2008 : le long métrage Film catastrophe ;
- 2008 : l'épisode Le début de la fin de la série Skins.

Il y est également de nombreuses fois fait allusion, par exemple :
- Dans un épisode de South Park, Servietsky joue la mélodie de Funkytown via le digicode d'une base militaire, en composant le 55754 45084.
- Le film Funkytown, en 2010, reprend le concept évoqué dans la chanson d'une ville pleine d'énergie, de danse et de musique, en présentant Montréal comme le point de convergence du courant disco lors de ses débuts.
- 2019 : dans le film Ma, lors de la soirée organisée dans le sous-sol aménagé de l’énigmatique Sue Ann.

## Classements et certifications
| Classement (1980)                      | Meilleure position |
| -------------------------------------- | ------------------ |
| Afrique du Sud (Springbok Radio)       | 5                  |
| Allemagne de l'Ouest (Media Control)   | 1                  |
| Australie (Kent Music Report)          | 1                  |
| Autriche (Ö3 Austria Top 40)           | 1                  |
| Belgique (Flandre Ultratop 50 Singles) | 1                  |
| Belgique (Flandre VRT Top 30)          | 1                  |
| Canada (RPM 100 Singles)               | 1                  |
| Espagne (AFYVE)                        | 1                  |
| États-Unis (Billboard Hot 100)         | 1                  |
| États-Unis (Cash Box)                  | 1                  |
| États-Unis (Hot Dance Club Play)       | 1                  |
| États-Unis (Hot Soul Singles)          | 2                  |
| États-Unis (Record World)              | 1                  |
| Europe (Eurochart Hot 100)             | 1                  |
| France (SNEP)                          | 1                  |
| Irlande (IRMA)                         | 3                  |
| Israël (Reshet Gimmel)                 | 1                  |
| Italie (FIMI)                          | 5                  |
| Norvège (VG-lista)                     | 1                  |
| Nouvelle-Zélande (RMNZ)                | 1                  |
| Pays-Bas (Nederlandse Top 40)          | 1                  |
| Pays-Bas (Single Top 100)              | 1                  |
| Royaume-Uni (UK Singles Chart)         | 2                  |
| Suède (Sverigetopplistan)              | 2                  |
| Suisse (Schweizer Hitparade)           | 1                  |

| Classement (1980)              | Position |
| ------------------------------ | -------- |
| Australie (Kent Music Report)  | 9        |
| Autriche (Ö3 Austria Top 40)   | 4        |
| Belgique (Flandre Ultratop 50) | 3        |
| Canada (Top 100 Singles)       | 14       |
| États-Unis (Billboard Hot 100) | 8        |
| États-Unis (Cash Box)          | 10       |
| Italie (FIMI)                  | 30       |
| Pays-Bas (Nederlandse Top 40)  | 5        |
| Pays-Bas (Single Top 100)      | 10       |
| Suisse (Schweizer Hitparade)   | 2        |

| Classement (1980–1989)       | Position |
| ---------------------------- | -------- |
| Autriche (Ö3 Austria Top 40) | 48       |

| Pays                        | Certification | Date             | Ventes    |
| --------------------------- | ------------- | ---------------- | --------- |
| Allemagne de l'Ouest (BVMI) | Or            | 1980             | 250 000   |
| Canada (CRIA)               | 2 × Platine   | 1er octobre 1980 | 20 000    |
| États-Unis (RIAA)           | Platine       | 17 juillet 1980  | 1 000 000 |
| France (SNEP)               | Or            | 1979             | 690 000   |
| Royaume-Uni (BPI)           | Argent        | 1er juin 1980    | 200 000   |